# Ajdovščina, Ljubljana
Ajdovščina je predel Ljubljane oz. krajevna skupnost, ki spada pod četrtno skupnost Center Mestne občine Ljubljana. Do zaprtja Slovenske ceste leta 2014 je nekoč veljalo za prometno središče centra Ljubljane.
Predel se nahaja nekako na širšem območju križišča Slovenske in Gosposvetske ceste. 

## Zgodovina
V starem in srednjem veku se je predel nahajal izven mestnega obzidja. V času rimske Emone se je tu nahajala nekropola kot tudi stičišče dveh najpomembnejših rimskih cest na tem področju in sicer Emona-Celeia ter povezava z Gorenjsko (današnja Celovška cesta). Posledično je področje postalo tudi eno najpomembnejših promestnih središč oz. stičišč v Ljubljani (in Sloveniji), saj se tu križajo povezave s Štajersko in Gorenjsko.
Leto 1657 je predstavljalo prelomnico za to področje, saj so se tu naselili bosonogi avguštinci (diskalceati), ki so tudi ustanovili svoj samostan. V neposredni bližini so zgradili nato še samostan klaris. Avguštinski samostan je najbolj znan po tem, da sta v njem delovala Marko Pohlin (avtor Kranjske gramatike) in Damascen Dev (urednik prvih treh slovenskih pesniških almanahov Pisanize od lepeh umetnosti).
Leta 1784 je cesar Jožef II. ukinil samostan. Na njegovo pobudo so nato leta 1786 samostan preuredili v Deželno civilno bolnico, prvo civilno bolnico na Slovenskem; slednja je tu delovala do leta 1895.. V bolnico, kjer je delovala tudi mestna mrtvašnica, so po utopitvi pripeljali tudi truplo Matije Čopa. Samostansko-bolniška zgradba je bila v potresu istega leta tako hudo poškodovana, da so jo morali porušiti. Na istem mestu so nato zgradili dve secesijski stavbi: na vogalu z Dalmatinovo ulico stoji zgradba iz leta 1906, katero je zasnoval Ciril Metod Koch, medtem ko na Slovenski cesti stoji zgradba Maksa Fabianija iz let 1902-05.
Kot zelo prometno področje je v poznejšem času Ajdovščina postala področje več gostinskih lokalov: gostilna Figovec, Tavčarjeva palača,... Leta 1693 so sredi Ajdovščine postavili leseno kužno znamenje sv. Trojice, katerega izdelavo je omogočil knez Herbart Turjaški; znamenje so leta 1722 zamenjali s kamnitim. Slednji pa je bil leta 1927 zaradi širitve tramvajskega omrežja prestavljen na Kongresni trg.
Poleg križišča Slovenske in Gosposvetske ceste se danes tu nahaja podhod Ajdovščina (ki poteka pod Slovensko cesto).